# 草の上の月
『草の上の月』（くさのうえのつき、原題：The Whole Wide World）は、1996年のアメリカ映画。
「英雄コナン」シリーズの作者ロバート・E・ハワードの短い人生と、これに寄り添った女性ノーヴァリン・プライスを描き、ハワードをヴィンセント・ドノフリオ、ノーヴァリンをレネー・ゼルウィガーが演じた。監督はダン・アイアランドで、ノーヴァリン・プライスの手記を元にしている。

## あらすじ
1933年のテキサス、学校教師で作家を目ざしているノーヴァリン・プライスは、友達からパルプ・フィクションの作家ロバート・E・ハワードを紹介される。二人はすぐに親しい関係になるが、ハワードの母は重い病に侵されており、そういったことが二人の関係に暗い影を落とす。

## キャスト
- ヴィンセント・ドノフリオ・・・ロバート・E・ハワード
- レネー・ゼルウィガー・・・ノーヴァリン・プライス
- リリー・ヴィラリ・・・ノーヴァリンの母エトナ・リード・プライス
- アン・ウェッジワース・・・ハワード夫人
- ハーヴ・プレスネル・・・ドクター・ハワード
- ベンジャミン・モートン・・・クライド・スミス
- マイケル・コーベット・・・ブース・アダムス市長
- ヘレン・ケイツ・・・イニッド